# Flagi powiatów w województwie podlaskim
Flagi powiatów w województwie podlaskim – lista symboli powiatowych w postaci flagi, obowiązujących w województwie podlaskim.

Flaga województwa podlaskiego

Zgodnie z definicją, flaga to płat tkaniny określonego kształtu, barwy i znaczenia, przymocowywany do drzewca lub masztu. Może on również zawierać herb lub godło danej jednostki administracyjnej. W Polsce jednostki terytorialne (rady gmin, miast i powiatów) mogą ustanawiać flagi zgodnie z „Ustawą z dnia 21 grudnia 1978 o odznakach i mundurach”. W pierwotnej wersji pozwalała ona jednostkom terytorialnym jedynie na ustanawianie herbów. Dopiero „Ustawa z dnia 29 grudnia 1998 o zmianie niektórych ustaw w związku z wdrożeniem reformy ustrojowej państwa” oficjalnie potwierdziła prawo województw, powiatów i gmin do ustanawiania tego symbolu jednostki terytorialnej. Z tej zmiany skorzystały powiaty, przywrócone w 1999.
Od 2017 w województwie podlaskim swoją flagę ma wszystkie 14 powiatów oraz 3 miasta na prawach powiatu. Symbol ten, w 2002, ustanowiło samo województwo.

## Lista obowiązujących flag powiatowych

### Miasta na prawach powiatu
| Powiat           | Wzór | Opis |
| ---------------- | ---- | --- |
| Miasto Białystok |      | Flaga miasta, autorstwa Tadeusza Gajla, została ustanowiona 27 maja 1996. Jest to prostokątny płat tkaniny o proporcjach 5:8, podzielony na trzy równe poziome pasy: biały, żółty i czerwony. W centralnej części może zawierać herb miasta. |
| Miasto Łomża     |      | Flaga miasta została ustanowiona uchwałą nr 135/XXVI/95 z 20 grudnia 1995. Jest to prostokątny płat tkaniny, podzielony na trzy kliny: żółty (symbol mazowieckich piasków), niebieski (symbolizujący rzekę Narew) i czerwony (nawiązujący do murów miejskich). |
| Miasto Suwałki   |      | Pierwsza wersja flagi miasta została ustanowiona uchwałą nr VII/61/2015 z 29 kwietnia 2015, obecna, autorstwa Kamila Wójcikowskiego i Roberta Fidury, została ustanowiona uchwałą nr XLIX/641/2022 z 28 września 2022. Jest to prostokątny płat tkaniny o proporcjach 5:8, podzielony na dwa poziome pasy: zielony i czerwony w stosunku 7:1. W jego centralnej części umieszczono herb miasta. |

### Powiaty
| Powiat                  | Wzór | Opis |
| ----------------------- | ---- | --- |
| Powiat augustowski      |      | Flaga powiatu została ustanowiona uchwałą nr 180/XXV/2001 z 2 kwietnia 2001. Jest to prostokątny płat tkaniny o proporcjach 5:8, podzielony na dwie części białym pasem z lewa w skos: górną błękitną, z godłem z herbu powiatu oraz dolną zieloną. |
| Powiat białostocki      |      | Flaga powiatu została ustanowiona uchwałą nr XXXII/179/01 z 20 września 2001. Jest to prostokątny płat tkaniny o proporcjach 5:8, podzielony na dwa równe poziome pasy: żółty i czerwony. W jego centralnej części umieszczono herb powiatu. |
| Powiat bielski          |      | Flaga powiatu została ustanowiona uchwałą nr XXXIII/221/10 z 27 stycznia 2010. Jest to prostokątny płat tkaniny o proporcjach 5:8, podzielony na osiem równych czerwonych i białych pasów. W jego centralnej części umieszczono herb powiatu. |
| Powiat grajewski        |      | Flaga powiatu została ustanowiona uchwałą nr XXXV/188/13 z 28 maja 2013. Jest to prostokątny płat tkaniny o proporcjach 5:8 koloru czewonego, z którego lewej strony umieszczono godło z herbu powiatu. |
| Powiat hajnowski        |      | Flaga powiatu została ustanowiona uchwałą nr XXXVII/193/02 z 26 czerwca 2002. Jest to prostokątny płat tkaniny o proporcjach 5:8, podzielony na dwa poziome pasy: żółty i zielony w stosunku 2:1. W jego centralnej części umieszczono godło z herbu powiatu. |
| Powiat kolneński        |      | Flaga powiatu została ustanowiona uchwałą nr XXX/170/01 z 29 marca 2001. Jest to prostokątny płat tkaniny o proporcjach 5:8, podzielony na dwa równe poziome pasy: żółty i czerwony. W jego centralnej części umieszczono herb powiatu. |
| Powiat łomżyński        |      | Flaga powiatu została ustanowiona uchwałą nr XXXVIII/219/06 z 28 września 2006. Jest to prostokątny płat tkaniny o proporcjach 5:8, podzielony na trzy pionowe pasy: czerwony, biały i żółty w stosunku 1:2:1. W jego centralnej części umieszczono herb powiatu.                                                                                                  |
| Powiat moniecki         |      | Flaga powiatu, autorstwa Pawła Dudzińskiego, została ustanowiona uchwałą nr X/63/11 z 11 listopada 2011. Jest to prostokątny płat tkaniny o proporcjach 5:8, podzielony na dwie równe pionowe części: lewą czerwoną, z godłem z herbu powiatu oraz prawą, podzieloną na siedem równych poziomych pasów: cztery czerwone i trzy żółte, symbolizujące gminy powiatu. |
| Powiat sejneński        |      | Flaga powiatu, autorstwa Aleksandra Bąka, została ustanowiona uchwałą nr XXXI/170/2017 z 31 maja 2017. Jest to prostokątny płat tkaniny o proporcjach 5:8, podzielony na pięć pionowych pasów: trzy czerwone i dwa żółte w stosunku 2:1:10:1:2. W jego centralnej części umieszczono godło z herbu powiatu.                                                        |
| Powiat siemiatycki      |      | Flaga powiatu, autorstwa Tadeusza Gajla, została ustanowiona uchwałą nr XXV/174/05 z 28 października 2005. Jest to prostokątny płat tkaniny o proporcjach 5:8, podzielony na cztery równe poziome pasy: biały, czerwony, żółty i błękitny (pochodzące z flagi województwa). W jego centralnej części umieszczono herb powiatu.                                     |
| Powiat sokólski         |      | Flaga powiatu została ustanowiona uchwałą nr XXXIV/255/05 z 25 listopada 2005. Jest to prostokątny płat tkaniny o proporcjach 5:8, podzielony na trzy pionowe pasy: dwa czerwone i żółty w stosunku 1:2:1. W jego centralnej części umieszczono herb powiatu. |
| Powiat suwalski         |      | Flaga powiatu to płat tkaniny o proporcjach 1:2 w formie chorągwi koloru czerwonego, otoczony białą obwódką. Z lewej strony płata umieszczono herb powiatu. |
| Powiat wysokomazowiecki |      | Pierwsza wersja flagi powiatu została ustanowiona uchwałą nr XXXII/224/02 z 5 października 2002, obecna została ustanowiona uchwałą nr III/16/2015 26 stycznia 2015. Jest to prostokątny płat tkaniny o proporcjach 5:8 koloru czerwonego, przedzielony białą linią falistą na dwie części w stosunku 2:1. Umieszczono na nich symbole z herbu powiatu.            |
| Powiat zambrowski       |      | Pierwsza wersja flagi powiatu została ustanowiona uchwałą nr XVII/110/2000 z 26 maja 2000, obecna, autorstwa Roberta Szydlika, została ustanowiona uchwałą nr XXVII/216/18 z 12 czerwca 2018. Jest to prostokątny płat tkaniny o proporcjach 5:8 koloru czerwonego, w którego centralnej części umieszczono godło z herbu powiatu.                                 |